# Mont Liamuiga
El Mont Liamuiga és un estratovolcà que forma la part occidental de l'illa de Saint Kitts. Amb 1.156 msnm és el punt culminant de l'illa, i alhora del petit estat caribeny de Saint Kitts i Nevis. El cim està coronat per un cràter d'un quilòmetre d'ample que fins al 1959 contenia un llac de cràter poc profund. Des del 2006 aquest llac de cràter es torna a formar. Les darreres erupcions verificades del volcà van ser fa aproximadament 1.800 anys, mentre els informes de possibles erupcions el 1692 i el 1843 es consideren incerts.
El Mont Liamuiga era antigament anomenat Mont Misery. El canvi de nom va tenir lloc amb la independència de Saint Kitts i Nevis, el 19 de setembre de 1983. El nom Liamuiga deriva del nom Kalinago per a tota l'illa de Saint Kitts, que significa "terra fèrtil".
Els vessants estan coberts de terres de conreu i petits pobles fins als 460 metres d'altura, moment a partir del qual les exuberantes salves tropicals cobreixen els vessants fins a la zona de selva nebulosa, que apareix cap als 900 metres. Des del cim es pot veure tota l'illa, el mar Carib, i les veïnes illes de Saba, Sint Eustatius, Saint-Barthélemy, Sant Martí, Antigua i Nevis.